# Chrysotimus molliculus
Chrysotimus molliculus är en tvåvingeart som först beskrevs av Fallen 1823.  Chrysotimus molliculus ingår i släktet Chrysotimus och familjen styltflugor.
Artens utbredningsområde är Sverige. Arten är reproducerande i Sverige. Inga underarter finns listade i Catalogue of Life.